# Szkoła Języka i Kultury Polskiej Uniwersytetu Śląskiego
Szkoła Języka i Kultury Polskiej – jednostka Uniwersytetu Śląskiego w Katowicach. Powstała w 1991 roku jako Letnia Szkoła Języka, Literatury i Kultury Polskiej, a aktualną nazwę nosi od końca 1996 roku.

## Opis
Szkoła prowadzi działalność dydaktyczną i naukową. Zatrudnione w Szkole Języka i Kultury Polskiej Uniwersytetu Śląskiego osoby to adiunkci oraz wykwalifikowani i doświadczeni lektorzy języka polskiego jako obcego. Ze Szkołą współpracują również pracownicy naukowo-dydaktyczni różnych instytutów Uniwersytetu Śląskiego, m.in.: Instytutu Języka Polskiego, Instytutu Nauk o Literaturze Polskiej, Instytutu Nauk o Kulturze, Katedry Dydaktyki Języka i Literatury Polskiej. Są to jednocześnie osoby mające co najmniej kilku- lub kilkunastoletnie doświadczenie w pracy z obcokrajowcami zarówno w kraju, jak i za granicą. Były lektorami i profesorami wizytującymi – odbywały za granicą seminaria i wykłady gościnne, wykładają od lat w letniej szkole języka, literatury i kultury polskiej organizowanej przez Szkołę Języka i Kultury Polskiej UŚ, kształcą nauczycieli języka polskiego podczas warsztatów polonistycznych organizowanych również przez SJiKP oraz biorą udział w pracach przygotowujących państwowe egzaminy certyfikatowe z języka polskiego jako obcego.

Pracownicy Szkoły należą do różnych instytucji zajmujących się nauczaniem kultury polskiej i języka polskiego wśród cudzoziemców – są m.in. członkami Stowarzyszenia „Bristol” Polskich i Zagranicznych Nauczycieli Kultury Polskiej i Języka Polskiego jako Obcego, Państwowej Komisji Poświadczania Znajomości Języka Polskiego jako Obcego, Polskiego Towarzystwa Neofilologicznego, Komisji Kultury Języka PAN. Ponadto kształcą oni nowych nauczycieli języka polskiego – organizowane przez Szkołę Podyplomowe Studia Kwalifikacyjne Nauczania Kultury Polskiej i Języka Polskiego jako Obcego są obecnie prowadzone równocześnie w trzech ośrodkach naukowych – na Uniwersytecie Śląskim, na Uniwersytecie we Lwowie oraz na Uniwersytecie w Berlinie.

Prowadzący wykorzystują w czasie zajęć nowoczesne metody i techniki nauczania, programy multimedialne oraz stosują najnowsze i najbardziej efektywne rozwiązania metodyczne, m.in. wynikające z rozwiązań systemu certyfikatowego. Szkoła przeprowadza testy i egzaminy poświadczające znajomość języka polskiego na danym poziomie językowego zaawansowania, a także przygotowuje do egzaminów certyfikatowych z języka polskiego jako obcego.

Szkoła gościła już kilka tysięcy studentów ze wszystkich stron świata.
Prowadzi również działalność badawczą dotyczącą recepcji literatury polskiej zagranicą, nauczania języka polskiego jako obcego (drugiego) i wymowy polskiej.

## Struktura
Rada Naukowa Szkoły:

prof. dr hab. Małgorzata Kita, prof. dr hab. Marian Kisiel, prof. dr hab. Tadeusz Miczka, prof. UŚ dr hab. Marek Pytasz, prof. UŚ dr hab. Jolanta Tambor, prof. UŚ dr hab. Jacek Warchala, prof. dr hab. Romuald Cudak.
Dyrekcja Szkoły:

prof. UŚ dr hab. Jolanta Tambor – dyrektor, dr Aleksandra Achtelik – wicedyrektor.
Etatowi pracownicy Szkoły:

dr Agnieszka Madeja, dr Barbara Morcinek, dr Wioletta Hajduk-Gawron, mgr Małgorzata Smereczniak, mgr Maria Czempka-Wewióra oraz mgr Magdalena Knapik – sekretariat Szkoły.

## Kursy[1]
- letnie szkoły języka literatury i kultury polskiej w sierpniu w Cieszynie,
- semestralne kursy języka polskiego w czasie roku akademickiego w Katowicach,
- kursy adaptacyjne dla studentów Uniwersytetu Śląskiego programu Erasmus,
- intensywne kursy języka polskiego (EILC) dla studentów programu Erasmus, którzy podejmą studia w Polsce organizowane na zlecenie Narodowej Agencji Programu „Uczenie się przez całe życie”,
- kursy specjalistycznych odmian języka polskiego (kurs polskiego języka biznesu, kurs polskiego języka turystyki i hotelarstwa),
- kursy języka polskiego dla kandydatów-cudzoziemców na studia w Polsce,
- kurs języka polskiego dla nauczycieli niemieckich podejmujących pracę w Polsce,
- Podyplomowe Studia Kwalifikacyjne Nauczania Kultury Polskiej i Języka Polskiego jako Obcego.
- seminaria i konferencje poświęcone językowi i kulturze polskiej, nauczaniu języka polskiego jako obcego (drugiego), tłumaczeniom,
- seminarium z zakresu języka i kultury polskiej dla nauczycieli i lektorów uczących języka polskiego zagranicą wśród Polonii i cudzoziemców.

## Współpraca
Szkoła współpracuje z zagranicznymi ośrodkami polonistycznymi i slawistycznymi, podpisuje umowy i prowadzi działalność wykładową:
- w ramach umów bilateralnych:
  - Uniwersytet Marcina Lutra w Halle (Niemcy),
  - Uniwersytet Palackiego w Ołomuńcu (Czechy),
  - Państwowy Uniwersytet Pedagogiczny w Mińsku (Białoruś).

- w ramach programu Erasmus:
  - Universität Wien, Austria,
  - Sofia University “St. Kliment Ohridski”, Bułgaria,
  - Université Paris-Sorbonne (Paris IV), Francja,
  - Université de Toulouse-Il-Le-Mirail, Francja,
  - Daugavpils Universitāte, Łotwa,
  - Latvijas Kultūras Akadēmija (Ryga), Łotwa,
  - Martin-Luter-Universität Halle-Wittenberg, Niemcy,
  - Universität Leipzig, Niemcy,
  - Humboldt-Universität zu Berlin, Niemcy,
  - Univerzita Palackého v Olomouci, Czechy,
  - Ostravská Univerzita, Czechy,
  - Univerzita Komenského v Bratislave, Słowacja,
  - Stockholm Universitet, Szwecja,
  - Università degli Studi di Firenze, Włochy,
  - Università degli Studi di Genova, Włochy,
  - Università degli Studi di Bari, Włochy,
  - Università degli Studi di Napoli „L’Orientale“, Włochy.

## Publikacje
Szkoła prowadzi działalność wydawniczą publikując m.in. podręczniki do nauki języka polskiego, słowniki, antologie.

Od 1991 roku wydaje własne czasopismo – półrocznik „Postscriptum Polonistyczne”. Periodyk, poświęcony zagadnieniom nauczania kultury polskiej i języka polskiego jako obcego, stanowi forum spotkań polskich i zagranicznych polonistów. Pismo ukazywało się do 2006 roku.